# Lackstift
Ett lackstift är ett flytande ytlackeringsmedel i en liten burk som påminner om nagellack eller Tipp-Ex.
Med hjälp av penseln som är monterad i locket stryker man på lämplig mängd lack på det fordon, vitvara eller elektronikvara vars ytfinish har fått en lackskada. Därefter väntar man i några minuter för att lacken ska torka. För att få en bättre grundyta följer det ibland med en stålborste i penselformat som man använder innan lackning.
Lackstiften kommer i olika färger, och det är viktigt framför allt vid påbättring av lacken på fordon, att man får exakt rätt färgnyans. Utifrån registreringsnumret på fordonet kan oftast försäljaren hjälpa till med detta.